# Bács-Kiskun
Bács-Kiskun er en af de 19 provinser i Ungarn. Provinsen har et areal på 8.445 kvadratkilometer, og et indbyggertal (pr. 2001) på ca. 541.000. 
Bács-Kiskuns hovedstad er Kecskemét, der også er provinsens største by.
46°30′N 19°25′Ø / 46.5°N 19.42°Ø